# ハワード・ファーガソン
ハワード・ファーガソン（Howard Ferguson, 1908年10月21日 - 1999年10月31日）は、イギリスの作曲家、音楽学者。

## 略歴
ベルファスト出身。早熟で、1922年に彼のことを聞いたピアニストハロルド・サミュエルはロンドンまで来させて自分の生徒にするよう両親に勧めた。1924年に王立音楽大学に入学し、レイフ・ヴォーン・ウィリアムズに師事した。さらに指揮をマルコム・サージェントに学び、生徒仲間のジェラルド・フィンジと親しくなった。
1933年の八重奏曲のような初期の作品は、大きな成功を収めた。
第二次世界大戦中はマイラ・ヘスがナショナル・ギャラリーで行ったランチタイム・コンサートの実行を助けた。1948年から1963年まで王立音楽アカデミーで教え、生徒にはリチャード・ロドニー・ベネットやコーネリアス・カーデューらがいる。
1958年から1959年にかけて『十字架の夢』を書いた後は、音楽学に専念するため作曲からは遠ざかった。
日本ではシューベルトのピアノソナタ全集の校訂解説で知られ、市田儀一郎がその穏やかな人物と、篤実な解釈態度を絶賛している。

## 人物
- 生涯独身であった[1]。
- 料理の腕前も「達人」であったといい[1]、友人を招いて手料理でもてなすことを好んだ[1]。一人で主人役と料理人役を兼ねつつ客を退屈させない、準備と段取りに重点を置いて自他ともに楽しむことを旨とする料理書 Entertainment Solo （日本語訳題『独奏的生活 イギリス人作曲家の優雅な料理生活』全2巻、林望監訳） も著している[1]。

## 作品
- 2つのバラード（バリトンと管弦楽のための） 作品1
- ヴァイオリンソナタ第1番
- パルティータ  作品5a
- ピアノソナタ
- 5つのバガデル（ピアノのための）
- ヴァイオリンソナタ第2番
- ピアノ協奏曲
- ある祭典のための序曲 作品16
- 十字架の夢（ソプラノ独唱と合唱、管弦楽のための） 作品19

## 文献
- Ferguson, Howard (1997). Music, friends and places: a memoir (London: Thames Publishing)
- Ridout, Alan, editor (1989). The music of Howard Ferguson: a symposium (London: Thames Publishing)